# Туляганов, Козим Носирович
Кози́м Носи́рович Туляга́нов (узб. Kozim Nosirovich Tuleganov; род. 1949 году в Ташкенте, Узбекская ССР, СССР) — узбекский государственный деятель, заместитель премьера-министра Узбекистана (1992—1994, 2001—2004), хоким Ташкента (1994—2001), Ташкентской области (2004—2005). Депутат однопалатного Олий Мажлиса Республики Узбекистан I и II созыва.

## Биография
Родился в 1949 году в Ташкенте.
Окончил Ташкентский политехнический институт по специальность инженер-гидротехник. В 1971 году стал стажёром-исследователем кафедры гидросооружений строительного факультета ТПИ.
В 1972-1979 годы работал на стройтресте № 159 «Главташкентстроя» — рабочий, мастер, прораб, старший прораб, начальник строительного управления.
В 1979 году назначен управляющим стройтрестом № 8159 «Главташкентстроя».
Карьера Туляганова на государственной службе началась в 1982 году, когда его во время сдачи в эксплуатацию школы № 84 имени Айни в Октябрьском районе Ташкента заметил всесильный в то время первый секретарь ЦК Компартии Узбекистана Шараф Рашидов. Туляганов возглавил отдел строительства и промышленности Ташкентского горкома.
С 1988 по 1992 годы был начальником «Главташкентстроя».

## Политическая карьера
В 1992 году назначен заместителем премьер-министра Республики Узбекистан.
В 1994—2001 годах работал хокимом Ташкента.
В 1995—2005 годах — депутат Олий Мажлиса Республики Узбекистан от Ташкентского городского Совета (Сабир-Рахимовский избирательный округ, в первый раз как член НДПУ, второй раз как беспартийный).
В 2001—2004 годах — первый заместитель премьер-министра Узбекистана.
В 2004—2005 годах был хокимом Ташкентской области.
30 мая 2017 года Козим Туляганов был назначен заместителем председателя Государственного комитета по архитектуре и строительству — начальником Госинспекции архитектурно-строительного надзора. 12 апреля Туляганов занял должность заместителя министра строительства Узбекистана.
Известен, в частности, тем, что руководил строительством ряда крупных объектов в Ташкенте, в частности, резиденции президента Ислама Каримова — «Оксарой» и здания Олий Мажлиса Узбекистана.

## Уголовное дело
В 2006 году Ташкентский городской суд по уголовным делам признал Туляганова виновным в совершении экономических преступлений и приговорил к 20 годам лишения свободы условно с испытательным сроком 1 год, обязав вернуть государству $1,3 млн.